# Обслужват ли ви вече?
„Обслужват ли ви вече?“ (на английски: Are You Being Served?) е английска ситуационна комедия на Би Би Си, създадена и написана от изпълнителния продуцент Дейвид Крофт (който режисира няколко епизода) и Джеръми Лойд. Сериалът е излъчен за девет сезона от 69 епизода, дебютира на 8 ноември 1972 г. и свършва на 1 април 1985 г. – който включва 5 коледни специални епизода.